# Relações entre Bélgica e Reino Unido
As relações entre a Bélgica e o Reino Unido existem desde que a Bélgica se separou do Reino Unido dos Países Baixos. Os monarcas de ambos os países pertencem à Casa de Saxe-Coburg e Gotha.

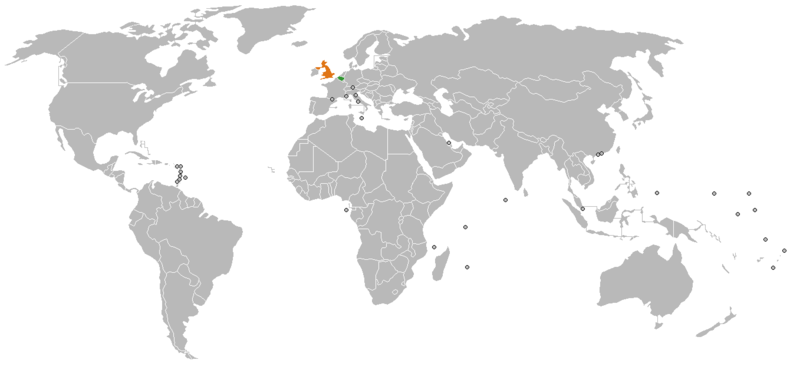

## Comparação de países
|                 | Bélgica              | Reino Unido                              |
| --------------- | -------------------- | ---------------------------------------- |
| população       | 11.720.716           | 65.761.117                               |
| tamanho         | 30.528 km            | 242.489 km                               |
| capital         | Bruxelas             | Londres                                  |
| tipo de governo | monarquia federativa | monarquia constitucional parlamentarista |

## História
A Gália Belgica foi a base de operações para a conquista romana da Britânia por volta da virada da Era Comum, primeiro por Júlio César e o imperador Tibério e finalmente pelo imperador Cláudio . A província britânica tornou-se parte de um império marítimo galo-britânico em 286 governado pelo menápio Caráusio . Este almirante rebelou- se e fez-se coroar imperador em Londres, mas foi derrotado em 293 e morreu como usurpador. Em solo britânico, seu império durou mais três anos.
A criação do Condado de Flandres teve uma conexão com os ingleses, pois Boudewijn casou o Braço de Ferro com Judith de West Francia, a ex-rainha consorte de Wessex . Pouco depois da morte de Boudewijn em 879, os normandos invadiram Flandres e Judith fugiu com seus filhos para seu enteado Alfredo, o Grande, na Inglaterra. Ela se casou com o conde Baldwin II, de quinze anos, com Ælfthryth, a filha mais nova de Alfredo.
No século 10 , a Inglaterra tinha comércio com o Condado de Flandres . Flemings e Brabanders foram importantes na conquista normanda da Inglaterra (1066). A indústria de tecidos flamenga dependia em grande parte da importação de lã inglesa. Devido à Guerra dos Cem Anos entre a Inglaterra e a França, os interesses econômicos de Flandres entraram em conflito com a dependência política. O conde Luís de Nevers entregou seu feudo a Filipe VI da França, mas foi afastado por James van Artevelde, que para um cidadão tinha uma relação excepcional com o rei Eduardo III da Inglaterra .
Nos séculos 15 e 16, muitos artesãos e artistas emigraram da Holanda para a Inglaterra, como os trabalhadores têxteis e vidraceiros de Southwark . Durante os problemas religiosos, havia igrejas calvinistas refugiadas em Londres, Sandwich, Norwich e outros lugares. Eles desempenharam um papel no iconoclasmo de 1566.
O Reino Unido foi uma das potências que elaborou os Oito Artigos de Londres em 1814 para subdividir os departamentos belgas no Reino Unido dos Países Baixos . Após a Revolução Belga de 1830, o Reino Unido reconheceu com certa relutância a independência. No Tratado de Londres de 1839, as potências européias assinaram a neutralidade da Bélgica e da Holanda. Quando a Bélgica foi atacada pela Alemanha na Primeira Guerra Mundial, o Reino Unido veio em socorro como garante da neutralidade. O estupro da Bélgica despertou muita simpatia e numerosos refugiados foram recebidos do outro lado do Canal. Durante a Segunda Guerra Mundial, os dois países voltaram a ser aliados. O governo de Pierlot V estava baseado em Londres . A Bélgica foi então libertada, entre outros, pelo Reino Unido.

## Transporte
Todos os dias, o trem de alta velocidade Eurostar circula com frequência entre Bruxelas e Londres.

## Cooperação
Ambos os países são membros da Organização do Tratado do Atlântico Norte e da OSCE.

## Migração
Há cerca de 21.668 belgas vivendo no Reino Unido.